# Понс, Жан-Луи
Жан-Луи Понс (фр. Jean-Louis Pons) — французский астроном, наблюдатель Марсельской обсерватории, затем (1819) директор обсерватории в Марлии близ Лукки, а с 1829 года — обсерватории во Флоренции. Открыл 37 комет (больше, чем кто-либо в истории, в рамках визуальных наблюдений), в том числе две короткопериодических: одну с коротким периодом в 3,25 года, получившую название кометы Энке, другую с периодом в 72 года, носящую его имя.

## Ранние годы
Родился в Пейре, Верхние Альпы, в бедной семье, получил формальное образование. В 1789 году он начал работать в Марсельской обсерватории в качестве смотрителя и постепенно приобрел некоторый опыт в помощи астрономам в наблюдениях. Он научился делать наблюдения сам, продемонстрировав замечательную способность запоминать звездные поля и замечать изменения в них.

## Карьера астронома
11 июля 1801 года Понс сделал свое первое открытие кометы, совместно приписываемое Шарлю Мессье. Он, по-видимому, использовал телескопы и линзы своей собственной конструкции, его «Grand Chercheur» («Великий Искатель»), по-видимому, был инструментом с большой апертурой и коротким фокусным расстоянием, похожим на кометоискатель. Однако он не был особенно прилежным регистратором своих наблюдений, и его записи часто были крайне расплывчатыми. Однако он обнаружил примерно 75 % всех комет в этот период.
В 1813 году он получил должность помощника астронома в Марсельской обсерватории.
В 1819 году он стал директором новой обсерватории в Марлии недалеко от Лукки, которую он оставил в 1825 году, чтобы преподавать астрономию в «Ла Спекола» во Флоренции. Примерно в то же время он воспользовался возможностью стать директором Флорентийской Обсерватории по просьбе великого герцога Тосканского.
Он открыл пять короткопериодических комет, три из которых, 7P / Понса — Виннеке, 12P / Понса — Брукса и 273P / Понса — Гамбара, носят его имя. Наблюдаемая 26 ноября 1818 года комета была названа кометой Энке (ныне 2P / Enke) в честь Иоганна Франца Энке, который вычислил ее орбиту и ее удивительно короткий (3,3 года) период (Энке, однако, продолжал называть комету «кометой Понса»). Понс также стал соавтором кометы, ранее известной как «Понс — Коджиа — Виннеке — Форбс», а сегодня известной как 27P / Crommelin в честь Эндрю Кроммелина, который рассчитал ее орбиту.
Понс трижды удостаивался премии Лаланда: в 1818 году за открытие в том же году трех комет, затем в 1820 году (совместно с Жозефом Николетом) за дальнейшие открытия комет в Марлии и в третий раз в 1827 году (совместно с Жан-Феликсом Адольфом Гамбаром) за открытие еще семи комет во Флорентийской обсерватории.
К 1827 году зрение Понса начало ухудшаться, и он полностью отказался от наблюдений незадолго до своей смерти, 14 октября 1831 года. В 1935 году Международный астрономический союз присвоил его имя кратеру на видимой стороне Луны.

## Рекорд и наследие
Известен тем, что в начале 1800-х годов открыл 37 комет. По состоянию на 1960 год это было признано самым большим числом комет, открытых одним человеком. Было установлено, что из 37, 28 имеют параболические орбиты, а у трех не было достаточного количества наблюдений для определения орбиты. 